# Прилуцкая опытная станция
Прилуцкая опытная станция — научная станция в Украине. Имеет более 100 завершенных научных разработок, в том числе по созданию 14 сортов мяты. На территории станции действует дендропарк «Прилуцкий», которому в 2008 году был присвоен статус объекта природно-заповедного фонда местного значения.
Имеет генофонд коллекции рододендронов, который насчитывает 30 сортов, 25 видов и декоративных форм.

## История
Станция была создана в 1936 году. В советское время была одной из ведущих научных учреждений по созданию новых сортов эфиромасличных культур и производству мятного эфирного масла в Украине.

## Деятельность
Основные направления деятельности станции — разработка научных принципов сохранения и увеличения биологического разнообразия декоративных, плодовых и технических растений путем интродукции, акклиматизации, биотехнологии и селекции, в том числе:
1. Создание новых сортов цветочных и декоративных растений..
2. Выращивание посадочного материала цветочно-декоративных растений.
3. Создание новых сортов мяты.
4. Выращивание эфиромасличных и лекарственных растений.
5. Создание новых сортов смородины чёрной и красной. Выращивание посадочного материала смородины чёрной и красной.
6. Выращивание зерновых, технических и кормовых культур.
7. Производство высококачественных семян зерновых, технических и кормовых культур.

Созданные коллекции цветочных, декоративных, ягодных, эфиромасличных, лекарственных растений и мяты являются одними из крупнейших в северном регионе Украины.

## Люди
- Попов Олександр Петрович — заслуженный работник сельского хозяйства Украины, кандидат сельскохозяйственных наук. Работал научным директором станции.[1]